# Rosa Sabater
Pour les articles homonymes, voir Sabater.
Rosa Sabater i Parera (née le 29 août 1929 à Barcelone – morte le 27 novembre 1983 à Mejorada del Campo) est une pianiste espagnole, fille du musicien Josep Sabater, directeur du Grand théâtre du Liceu.

## Biographie
Elle étudie le piano au conservatoire puis débute, en 1942, une carrière internationale lors de laquelle elle va interpréter Mozart et les compositeurs espagnols, parmi lesquels Granados et Mompou. Elle a également interprété Iberia d’Albéniz.
Elle fut professeur à Saint-Jacques-de-Compostelle et au Conservatoire de Fribourg-en-Brisgau (Hochschule für Musik Freiburg). 
Rosa Sabater a été membre du jury du Concours International de Piano de Santander Paloma O’Shea en 1982.
Elle reçoit la Creu de Sant Jordi peu avant de mourir dans l’accident du vol Avianca 011 alors qu’elle se rendait en tournée en Amérique du Sud.